# Савчин Юрій Павлович
Ю́рій Па́влович Са́вчин (1974—2022) — підполковник зенітного ракетно-артилерійського дивізіону 92 ОМБр, учасник російсько-української війни.

## З життєпису
Родом з Донецька.
1997 року закінчив Харківський військовий університет за програмою ВІРТА ППО СРСР.[джерело?]
Після 20 років вислуги звільнився з армії, був у званні майора заступником командира зенітно-ракетного полку системи С-300. Працював директором меблевої фабрики.

### Російсько-українська війна
З початком війни залишив роботу, пішов добровольцем на фронт. Савчин домігся направлення в піхоту, простим командиром взводу. Був командиром на опорному пункті «Фасад», зайшов на нього одним з перших, 9 жовтня 2014 року.
27 листопада 2014 року зенітна обслуга 92 ОМБр під керівництвом підполковника Юрія Савчина збила російський безпілотник «Гранат-4» поблизу Щастя — пострілом із ЗУ-23-2.[неякісне джерело]
Після отримання ним звання полковника мобілізація завершилася і Юрія Савчина демобілізували в кінці 2015-го.
2020 року намагався потрапити до ССО ЗСУ, для чого вивчив англійську і у цьому ж році пробіг 10 км на Авантаж марафоні у Харкові за 46 хвилин. Йому було відмовлено через наявність родичів на окупованій території України, і він потрапив до запасу.
Після цього він потрапив до американської приватної військової компанії і так опинився на службі в Афганістані. Після завершення контракту там, він охороняв морські перевезення в Південній Америці.
Після появи заяв від країн НАТО про те, що Росія почне повномасштабне вторгнення в Україну, Савчин повернувся до Харкова, але не зміг влаштуватися в Збройні сили України.
11 лютого 2022 року отримав укласти наступний контракт, але відмовився від роботи закордоном і залишився у Харкові.
25 лютого 2022 року він знов став військовослужбовцем ЗСУ, і у складі 92-ї бригади керував застосуванням ПЗРК FIM-92 Stinger.
25 березня був поранений у передовій групі під час звільнення села Мала Рогань, але одразу після лікування знову став в стрій.
4 травня під час наступу українських військ під Харковом шукав найкращу позицію для збиття російського гелікоптера, але 5 травня підірвався на міні.
Похований 7 травня в місті Харкові.
У нього залишилася дружина, та син.

## Нагороди
- Орден Богдана Хмельницького I ступеня (22 травня 2022, посмертно) — За особисту мужність і самовіддані дії, виявлені у захисті державного суверенітету та територіальної цілісності України, вірність військовій присязі.[7]
- Орден Богдана Хмельницького II ступеня (2022) — за особисту мужність і самовіддані дії, виявлені у захисті державного суверенітету та територіальної цілісності України, вірність військовій присязі.[8]
- Орден Богдана Хмельницького III ступеня (2015) — за особисту мужність і героїзм, виявлені у захисті державного суверенітету та територіальної цілісності України, високий професіоналізм, вірність військовій присязі.[9]